# Picenum

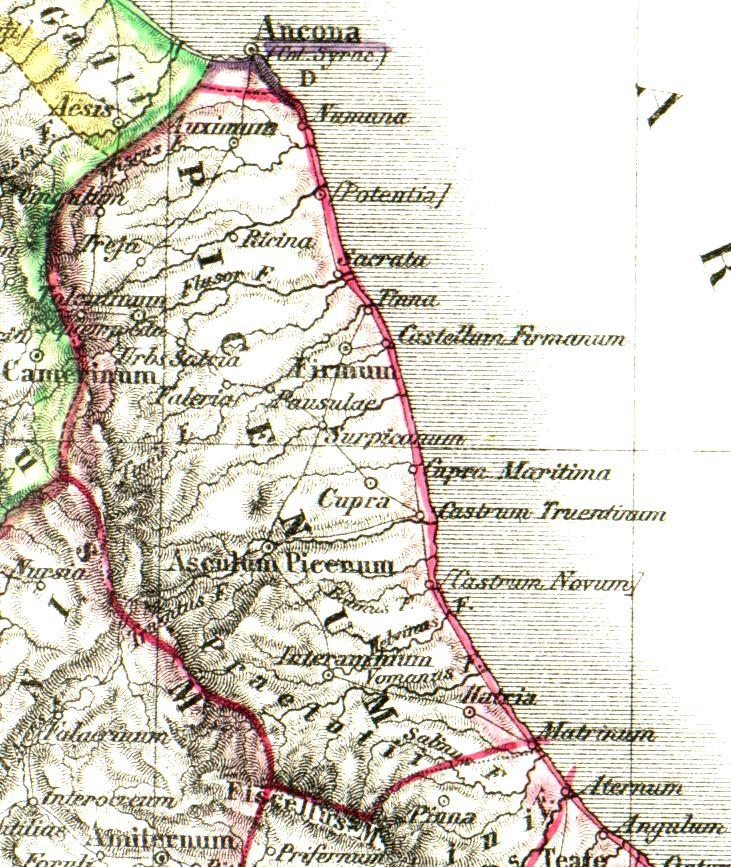
Regio V - Picenum

Picenum eller Regio V Picenum var ett område och region i Italien under romerska rikets tid. I Augustus regionindelning (7 f.Kr.) hade den nummer V.  
Picenum var ursprungligen folkslaget piceners område. Landskapet latiniserades snabbt från 200-talet f. Kr. under Roms styre, en del av befolkningen tvångsförflyttades till Lucania, och medborgarkrigen på 80-talet f. Kr. innebar slutet för en picenska kulturen. Picenum var födelseplats för bland andra Pompejus, hans far Pompeius Strabo och Cicero. Regionen låg i nuvarande Marche i Italien.